# Delinquenza minorile
La delinquenza minorile si riferisce all'insieme di comportamenti devianti ed illegali compiuti da persone minorenni. Molti sistemi giudiziari prescrivono specifiche procedure nei riguardi dei giovani come ad es. la custodia cautelare presso i centri di detenzione.
La definizione di delinquente minorenne è di poco diversa da quella utilizzata per gli adulti. Se questi è una persona che commette un atto o un fatto appositamente previsto dal codice penale, il giovane delinquente è una persona, generalmente minore di 18 anni, che commette un atto o un fatto che non potrebbe essere imputato come reato, se fosse stato adulto.
In altri casi, l'eziologia criminale per questo categoria di devianza è sottesa alla salute mentale o al Disturbo post traumatico da stress o alla Sindrome bipolare, che sono diagnosticate come condotta deviante.

## Criminogenesi della delinquenza minorile
La criminogenesi della delinquenza minorile può essere vista come una forma di criminogenesi per adulti laddove il reato è commesso da coloro che hanno un'età compresa tra i quindici e i diciotto anni. In secondo luogo, per definizione, qualsiasi teoria sulle cause del crimine si concentra sulla delinquenza minorile, poiché si ritiene che anche i criminali adulti abbiano iniziato a delinquere in età giovane.

### Disorganizzazione sociale
Recenti orientamenti insistono su taluni fattori culturali per i quali sono attribuite le cause della delinquenza minorile, specialmente in quei contesti dove sono carenti le principali istituzioni sociali (famiglia, scuola, religione ed Categoria:associazioni) o dove mal attecchiscono quei valori che possono stimolare le buone relazioni sociali. Il livello e i tipi di reati possono essere utilizzati dagli studiosi come indicatori di un generico status di valore e di ordine sociale in un paese e di conseguenza, la delinquenza può essere il sintomo di un diffuso disordine morale.

### Teoria delle associazioni differenziali
La delinquenza minorile è stimolata dalla serie di pressioni e condizionamenti esercitati dal gruppo di pari nonché dalle baby gang giovanili. Ciò indica che i giovani delinquenti apprendono il crimine per imitazione di altri, d'altro canto la diminuita influenza dei pari dopo aver contratto matrimonio è spesso citata come fattore inibitore. Comunque, è più probabile che certi reati risultino maggiormente efficaci se compiuti di concerto con un compagno, anziché da soli, oltre al fatto che rimane insoluta la questione su come la banda abbia originariamente aderito alla devianza.

### Maschilismo
A causa della sproporzione di autori maschili, i propugnatori del movimento femminista ritengono che il maschilismo o "machismo" può indurre i giovani a delinquere molto più di quanto si pensi. L'idealismo, il gioco d'azzardo, il rifiuto della vita comoda, il disprezzo del pericolo e la competizione possono essere un modo per i giovani di esprimere la loro virilità.
Insistendo su questi ideali si possono indurre i giovani più facilmente ad assumere comportamenti antisociali e devianti. In alternativa, a meno che non agiscano a causa della pressione sociale per conformarsi agli ideali degli adulti, i giovani possono effettivamente essere più propensi al delitto. Così come i fattori biologici o psicologici, allo stesso modo in cui sono trattati i giovani dai loro genitori, i giovani possono essere resi più permeabili al plagio o essere indotti a delinquere.
Secondo uno studio condotto dalla Florida State University dal criminologo Kevin M. Beaver, gli adolescenti maschi che possiedono un certo tipo di variazione del DNA in uno specifico gene sono più propensi alla recidiva dei propri coetanei delinquenti. Lo studio, che appare nel numero di settembre 2008 del Journal of Genetic Psychology, indica un'associazione statisticamente significativa tra una certa affinità con gruppi devianti ed una mutazione inattesa (chiamato 10-repeat allele) della dopamina.

## Indicatori di rischio

### Fattori ereditari
Fattori di rischio che possono rendere più probabile la commissione di reati comprendono intelligenza, impulsività, l'incapacità di auto-gratificazione, aggressività, empatia e irrequietezza.
I bambini con scarsa intelligenza rischiano di avere un rendimento insufficiente a scuola aumentando indirettamente le possibilità di delinquere: un basso livello d'istruzione, un livello basso di profitto a scuola, e aspirazioni educative minime sono tutti fattori di rischio per delinquere. I bambini che ottengono scarsi risultati a scuola sono anche più propensi alle assenze ingiustificate, e quindi a delinquere. Se tale teoria è valida, scarsi risultati educativi potrebbero ridurre al crimine i bambini, se non saranno in grado di raggiungere da grandi il benessere o un adeguato status giuridico. Tuttavia si deve tenere presente che attualmente si ottengono risultati ancora molto approssimativi nel definire o misurare l'intelligenza.
I giovani maschi sono particolarmente suscettibili ad essere impulsivi il che potrebbe indurli ad ignorare a lungo termine le conseguenze delle proprie azioni, oltre ad una mancanza di self control, e a non essere in grado di gestire l'economia delle proprie emozioni. Questo potrebbe spiegare perché sproporzionatamente si delinque. L'impulsività, in particolare, è vista da alcuni come l'elemento chiave della personalità che predice il futuro delinquente. Tuttavia non è chiaro se questi aspetti della personalità siano il risultato di deficit delle funzioni esecutive del cervello, o un risultato di condizionamenti da parte dei genitori o di altri fattori ambientali.

### Fattori psicologici
Il disturbo della condotta di solito si sviluppa durante l'infanzia e si manifesta nel corso della vita, durante l'adolescenza. Alcuni comportamenti giovanili attribuiti a tale disordine sono conosciuti come disturbo della condotta. In accordo con la DSM-IV-TR codice 312.xx (dove xx varia in base alla sub specie proposta) gli adolescenti che soffrono di disturbi del comportamento mostrano anche un deficit di empatia e una buona dose di disprezzo per le norme sociali.
Giovani delinquenti che hanno incontri ricorrenti con la giustizia sono talvolta diagnosticati con disturbi della condotta perché mostrano un disprezzo continuo per la propria e l'altrui sicurezza. Una volta che il giovane, se continua a presentare gli stessi schemi comportamentali, compie diciotto anni, è molto più incline a diventare un delinquente recidivo. Uno degli strumenti principali utilizzati nella diagnosi di un adulto con disturbo antisociale di personalità consiste nel redigere una cronologia documentata di disturbo della condotta prima dei quindici anni.

Questi due disturbi di personalità comportano analoghe conseguenze di tipo irregolare e aggressivo. Questo è il motivo per il quale i giovani delinquenti con diagnosi di disturbo della condotta sono più propensi al disturbo antisociale di personalità da adulti. Una volta che i giovani raggiungono la maturazione, infatti, il loro comportamento socialmente inaccettabile diventa uno stile di vita a tutti gli effetti con conseguenze sulla carriera criminale. 
(Matteo De Lisi)

### Fattori acquisiti
Fattori familiari che possono avere un'influenza sulla delinquenza includono: il livello di sorveglianza dei genitori, il modo in cui i genitori educano i figli, il conflitto genitoriale o l'eventuale separazione dei genitori, genitori o fratelli delinquenti, gli abusi o negligenza dei genitori o di sconosciuti, e la qualità del rapporto genitore-figlio
I bambini cresciuti da famiglie monoparentali hanno più probabilità di iniziare a delinquere di quelli che vivono con due genitori naturali, però una volta realizzato l'attaccamento, un bambino si sente nei confronti dei loro genitori ad un livello di controllo sufficientemente buono per il quale i genitori riescono a riattivare il processo affettivo. I bambini in famiglie monoparentali, quindi, hanno più probabilità di delinquere degli altri..
Molti studi hanno scoperto una forte correlazione tra l'eccessivo permissivismo e la delinquenza, e sembra essere l'indicatore più frequente in una famiglia a rischio. In tal caso i genitori spesso non sanno dove sono i loro figli, quali sono le loro attività o chi sono i loro amici, i bambini hanno più probabilità di “marinare” la scuola ed avere amici delinquenti, ognuno dei quali è indotto a delinquere..
L'eccessivo permissivismo allo stesso tempo è correlato alla carenza affettiva riscontrata nei rapporti tra figli e genitori, come se i bambini fossero spesso in conflitto con i genitori in modo da essere meno disposti a confidarsi con loro. I bambini con un attaccamento debole per i loro genitori, quindi, sono più propensi a delinquere.

## Reati a sfondo sessuale
I reati sessuali sono definiti come comportamenti devianti perpetrati «contro la volontà della vittima, e connotati da pattern aggressivi, finalizzati al controllo, alla manipolazione o allo sfruttamento».
È importante notare che in criminologia si ricorre spesso ad una terminologia particolare per questo tipo di reati, in quanto altre espressioni quali pedofilia, abuso minorile, incesto sono associati alla medesima età ma si riferiscono a fattispecie criminose differenti. Ricorrere ad appropriate definizioni può favorire una più accurata diagnosi degli autori di reati a sfondo sessuale e diminuire gli effetti perversi della stigmatizzazione.

## Il disturbo di personalità antisociale
Una volta che il colpevole giovanile giunge a maturazione è probabile che continuerà a mostrare comportamenti irresponsivi ed aumentare il rischio di essere tale anche da adulto. A causa della minore popolazione di adulti e giovani delinquenti abituali e della grande percentuale di crimini violenti, i paesi europei hanno predisposto delle agenzie internazionali impegnate a monitorare la delinquenza minorile, nel tentativo di prevenire la commissione di tali reati.
Se alcuni disturbi mentali come i disturbi del comportamento non sono diagnosticati né trattati in tempo, il giovane delinquente ha un rischio maggiore di sviluppare successivamente un disturbo antisociale di personalità e di continuare la sua carriera criminale da adulto. La maggior parte degli autori di reati violenti presentano le caratteristiche del disturbo antisociale di personalità e nessuno ha più di quindici anni.
Il disturbo di personalità antisociale è una diagnosi comune per un serial killer. I criminologi hanno scoperto una correlazione tra i serial killer e le relative condanne penali. In questo caso, il disturbo della condotta può diventare una componente basiliare dell'omicidio seriale e svilupparsi completamente in età adulta come disturbo di personalità antisociale.
Sia i disturbi del comportamento che il disturbo antisociale di personalità sono classificati come disturbi della personalità sotto il DSM-IV-TR e condividono le definizioni nella subsezione “disturbi mentali”. Alcune delle caratteristiche più comuni sono la violazione di norme sociali, i comportamenti aggressivi verso le persone, e la dissociazione emotivo-empatica. Questi tratti sono comuni anche tra i serial killer ovvero di persone che desiderano di uccidere più vittime possibili e soddisfare la propria impulsività quando non sono più in grado di controllarla (coazione a ripetere).

## Fonti statistiche
Esaminando i dati e le statistiche criminali in Italia, si nota che i maschi contribuiscono alla maggior parte dei reati con il 40% di minorenni denunciati per furto, seguiti dal 10% di aggressioni a cose o persone e il 10% nello spaccio di droga. Ciò dimostra una super rappresentazione del genere maschile in Italia. D'altro canto le ragazze rappresentano solo il 16% del totale. Negli Stati Uniti, nel 2006 i maschi afroamericani arrestati per stupro sono stati il 34%, mentre il gruppo etnico maggiormente presente nelle statistiche giudiziarie è quello caucasico In Italia gli stranieri minorenni denunciati ammontano al 27% del totale.

## Prospettive sulla delinquenza minorile
La delinquenza minorile recentemente ha ricevuto una notevole attenzione dai mass media e dalla politica. La prevenzione della delinquenza, quindi, è il grediente fondamentale in tutti gli sforzi volti a prevenire che i giovani siano coinvolti in ambito penale, o altre attività antisociali. Sempre più spesso, i governi stanno riconoscendo l'importanza di allocare le risorse per la prevenzione della delinquenza ma, poiché è sempre più difficile fornire le risorse necessarie per una buona prevenzione, le organizzazioni umanitarie stanno insistendo nella cooperazione internazionale per la prevenzione della delinquenza minorile.
Con lo sviluppo della criminologia e dello studio della correlazione tra numerosi fattori, gli sforzi di prevenzione saranno di ampia portata; i servizi di prevenzione includeranno attività come l'educazione ed il trattamento contro l'abuso di sostanze stupefacenti, la consulenza familiare, la supervisione dei giovani, il sostegno morale e gli alloggi protetti.